# Квадрига святого Марка
Квадри́га свято́го Ма́рка (итал. Cavalli di San Marco) — квадрига из позолоченной бронзы. Хранится в базилике Сан-Марко (Венеция). Является единственным сохранившимся образцом многофигурной конной античной, а именно древнегреческой скульптуры. Создание квадриги приписывают скульптору Лисиппу и датируют IV веком до н. э.

## История

### XIII—XV века
Квадрига украшала константинопольский ипподром и была вывезена в Венецию в 1204 году в ходе Четвёртого крестового похода дожем Энрико Дандоло.
Ошейники на шеях коней были добавлены в 1204 году, чтобы скрыть места отреза голов:  скульптуры были обезглавлены перед перевозкой в Венецию.
Квадрига была установлена на на верхней галерее главного фасада собора базилики Сан-Марко в период правления дожа Реньеро Дзено (1252—1268 годы). Первым документальным свидетельством о появлении этой композиции в Венеции является её изображение на мозаике круглой ниши портала Сант Алипио (святого Алипия Столпника), датируемое 1265 годом. 
Античная квадрига поражала средневековых ценителей мастерством выполнения. В 1364 году Петрарка писал о ней:
…красуются четыре позолоченных коня из бронзы, которым древний художник придал такое сходство с живыми, что, кажется, ты слышишь их топот и ржание.
Квадрига стала одним из символов города. Так, в 1370 году, когда венецианцы предложили заключить мир с Генуей, генуэзский адмирал Дориа Пьетро ответил, что генуэзцы «не даруют мира, пока не взнуздают коней святого Марка».
Анонимный автор древнерусского «Хождения на Флорентийский собор», проезжавший через Венецию в 1439 году в составе русской церковной делегации, писал о базилике:
Есть в градѣ том цръковь камена святый Марко Еуангелистъ, и столпы в ней морованы, имущи мрамор всякъ цвѣтом; а иконы в ней чюдны, гречин писал мусиею, и до верху видѣти велми чюдно; а внутри рѣзаны святые на мраморѣ велми хитро; а сама велика церковь. А надъ предними дверми изнутри поставлены 4 кони медяны, позлащены, велики, видѣти яко живи, и повѣшены два змия великы убиты.
Пусть кони Марка сбруей золотой

И бронзой блещут в ясную погоду,

Давно грозил им Дориа уздой —

И что же? Ныне Габсбургам в угоду

Свою тысячелетнюю свободу

Оплакивать Венеция должна…

### XVIII—XIX века
После завоевания Венеции Наполеоном в 1797 году квадрига по указанию императора была вывезена в Париж и установлена на арке на площади Каррузель. Скульптура вернулась на своё место 13 декабря 1815 года при содействии итальянского скульптора Антонио Кановы.

### XX век
Во время Второй мировой войны квадрига была спрятана в городе Доло. В ходе проводившейся в 1970-е годы реставрации собора было принято решение заменить квадригу на лоджии собора точной копией, чтобы спасти бесценный оригинал от растущего разрушения, вызванного загрязнением окружающей среды. В 1982 году оригинал квадриги был помещён в музей базилики, расположенный в верхних помещениях нартекса собора.